# Viktor Pankrashin
Viktor Aleksandrovitch Pankrachine (en russe : Виктор Александрович Панкрашкин), né le 10 décembre 1957 à Moscou et décédé le 24 juillet 1993 à Moscou, est un joueur soviétique de basket-ball.

## Palmarès
- Champion olympique en 1988
- Médaille de bronze au championnat d'Europe 1983
- Médaille d'argent au championnat d'Europe 1987